# 223P/Skiff
223P/Skiff (też Skiff 2) – kometa krótkookresowa, należąca do rodziny Jowisza.

## Odkrycie
Kometa została odkryta 17 września 2002 roku przez Briana Skiffa.

## Orbita komety i właściwości fizyczne
Orbita komety 223P/Skiff ma kształt elipsy o mimośrodzie 0,42. Jej peryhelium znajduje się w odległości 2,41 j.a., aphelium zaś 5,87 j.a. od Słońca. Jej okres obiegu wokół Słońca wynosi 8,42 roku, nachylenie do ekliptyki to wartość 27,05˚.
Jądro tej komety ma rozmiary maks. kilku km.